# MILO
МILO (рус. «Майло») — англоязычный журнал о силовых видах спорта, издаваемый в США компанией IronMind под девизом: «для серьёзных силовых атлетов». Оригинальное название связано с именем античного героя Мило (Милона) Кротонского.

## Общая информация об издании
MILO публикуется ежеквартально с апреля 1993 года. Бессменным издателем и шеф-редактором журнала является д-р Рэндалл Дж. Строссен. Издание освещает такие темы, как тяжёлая атлетика, стронгмен, армрестлинг, пауэрлифтинг, Игры Горцев, специфика тренировок с отягощениями и др. В структуре журнала представлены пять постоянных разделов: отрасли, люди, тренинг, соревнования и история.
MILO является единственным американским изданием в своей спортивной нише, которое получало аккредитацию для освещения состязаний по тяжёлой атлетике на Олимпийских играх в 1996, 2000, 2004 и 2008 годах. Журнал охватывает и другие ведущие силовые турниры: чемпионаты по тяжёлой атлетике Европы и мира, World’s Strongest Man, IHGF Heavy Events World Championships, Арнольд Классик, GNC Grip Gauntlet.
В числе регулярных авторов MILO были Джон МакКаллум, Джон Брукфилд, Стив Джаста, Кен Ляйстнер, Джим Шмитц, Билл Старр и Павел Цацулин.
MILO пользуется авторитетом в профессиональной среде. Брукс Кубик в книге «Тренинг динозавров» рекомендовал читателям подписаться на этот журнал, являющийся, по его словам, «отличным источником информации о продуктивных тренировках с отягощениями».
На обложке журнала часто публикуются фотографии наиболее заметных силовых атлетов. В разное время это были, например: Пол Андерсон, Джон Брзенк, Джеф Кейпс, Даг Хепберн, Билл Казмаер, Кен Патера, Александр Курлович, Магнус Самуэльсон, Леонид Тараненко, Магнус Вер Магнуссон, Мариуш Пудзяновский, Жидрунас Савицкас; из россиян — тяжелоатлеты: Олег Перепеченов (в сентябре 2001) и Евгений Чигишев (в сентябре 2005), армрестлер Денис Цыпленков (в сентябре 2009).
Русским силачам уделяется значительное место также и в исторической рубрике журнала. В частности, в MILO выходили биографические статьи об Иване Поддубном, Василии Костенецком, Владиславе Краевском, Григории Кащееве, Иване Заикине, Никандре Вахтурове, Иване Шемякине и др.